# Đường tỉnh 390
Đường tỉnh 390 hay tỉnh lộ 390, viết tắt ĐT390 hay TL390, là đường tỉnh ở huyện Thanh Hà, tỉnh Hải Dương, Việt Nam.

## Đường tỉnh 390
Đường tỉnh 390 tổng chiều dài 38,9 km. Điểm đầu từ chân đê bến Nấu Khê, xã Nam Hưng, huyện Nam Sách. Tuyến đi xuống phía Nam đi qua thị trấn Nam Sách, rồi cắt qua Quốc lộ 5, tuyến tiếp tục đi vòng xuống phía Đông – Nam, qua thị trấn Thanh Hà. Điểm cuối tại phà Quang Thanh, xã Thanh Cường, huyện Thanh Hà.
Đường tỉnh 390 đi qua huyện Nam Sách, TP. Hải Dương, huyện Thanh Hà và được chia thành 5 đoạn:
- Đoạn Nấu Khê – Ngã Ba Chè (đây là một đoạn thuộc tuyến đường Quốc lộ 17A cũ): Bắt đầu từ chân đê bến đò Nấu Khê thuộc xã Nam Hưng huyện Nam Sách. Đoạn nằm trong thị trấn Nam Sách dài khoảng 1,5 km.
- Đoạn Ngã Ba Chè – Quốc lộ 5: Đoạn từ bến Hàn đến Quốc lộ 5 đi song song với đê sông Thái Bình
- Đoạn Quốc lộ 5 – Trưởng Hàng Giang.
- Đoạn Trường Hàng Giang – thị trấn Thanh Hà.
- Đoạn Cầu Hợp Thanh – Cầu Quang Thanh: dài khoảng 5,08 km (trong đó bao gồm cầu Hợp Thanh dài khoảng 374m) từ Km 30+097 thuộc địa phận xã Thanh Thủy – Km 35+181,37 thuộc địa phận xã Thanh Cường (huyện Thanh Hà).[4]

Tình trạng kỹ thuật tuyến: Kết cấu mặt đường toàn tuyến chủ yếu là đá dâm thẩm nhập nhựa dầy trung bình 12 – 15 cm: móng đường bằng cấp phối dầy trung bình 25 – 30 km.
Chất lượng ở mức trung bình: Một số đoạn qua thị trấn Nam Sách, thị trấn Thanh Hà mặt đường được mở rộng 12 – 14 m, mặt đường thảm bê tông nhựa.
Cầu cống: Toàn tuyến có 3 cầu với 390 m.

## Đường tỉnh 390B
Đường tính 390B là tuyến nối giữa Quốc lộ 5 và Đường tỉnh 390 với với tổng chiều dài 11 km. Điểm đầu Quốc lộ 5 tại xã Hồng Lạc, Thanh Hà và kết thúc giao với Đường tỉnh 390 tại thị trấn Thanh Hà, Hải Dương.